# Leptoneta taeguensis
Leptoneta taeguensis är en spindelart som beskrevs av Paik 1985. Leptoneta taeguensis ingår i släktet Leptoneta och familjen Leptonetidae. Inga underarter finns listade i Catalogue of Life.